# Database as a service
Database as a service (zkratka DaaS) je typ software as a service. Je to služba, nabízená na základě platebního systému pay-per-use, která poskytuje přístup k databázi na požádání s cílem uložit data.

## Základní vlastnosti
- Služba by měla být k dispozici zákazníkovi on-demand (na vyžádání), tedy bez nutnosti instalovat a konfigurovat hardware nebo software.
- Služba by neměla zákazníka zavazovat dlouhodobými smlouvami ani dopředu placenými zálohami. Příkladem mohou být měsíční platby za transakce, skladování atd.
- Poskytovatel je odpovědný za správu služby, zákazník nemusí systém upgradovat nebo spravovat.

## Výhody
Hlavní výhodou koncepce DaaS je vyloučit složitost a náklady související s provozováním vlastní databáze. DaaS má tyto výhody:
- Škálovatelnost - schopnost změny výkonu poskytovaného řešení; při nízkém zatížení využívá pouze část serveru, při vysokém je může využít více; klientovi je pak služba vyúčtována podle využitých zdrojů
- Snadné používání - není nutné zřizovat si vlastní servery a ani se starat o redundantní systémy, zabývat se nákupem, instalací a údržbou hardwaru pro databázi.
- Výkon - databáze není hostovaná lokálně, v závislosti na dodavateli lze získat vlastní ověřování dat, což zajistí přesnost informací. Databáze lze snadno vytvářet a spravovat.
- Integrace - databázi lze propojit s dalšími službami (například s kalendářem nebo s e-mailem)
- Správa - při velkých databázích je nutná pravidelná optimalizace a čištění, což je zpravidla velmi nákladné. U některých dodavatelích DaaS může být správa součástí služby, za finančně výhodných podmínek.
- Virtuální rozdělení a repliky - při cloudových databázích se automaticky vytvářejí repliky dat na více serverech, což zajišťuje vysokou bezpečnost dat.

## Nevýhody
- Bezpečnost - mezi základní bezpečnostní opatření, které musí být dodrženy v poskytování služeb v cloudu, je řízení přístupu, ochrana komunikace mezi zákazníkem a poskytovatelem, bezpečnostní opatření, šifrování uloženého obsahu, separace systémů v rámci cloudu, důsledný monitoring. Prakticky všechna tato opatření by měla být zajištěny bezpečnostními technologiemi, které musí správce takové služby důkladně ovládat. Rizikem je, že mnohým z nich chybí znalosti o možnostech ochrany dat, které jsou uloženy mimo "jejich" lokalitu nebo zprávu organizace. [2] Mezi největší rizika podle ENISA patří: ztráta ovládání bezpečnosti, závislost na poskytovateli, nebezpečné rozhraní a API, interní útoky, ochrana, ztráta a únik dat, nedostatečné a neúplné mazání dat.
- Spolehlivé internetové připojení - další nevýhodou může být závislost databází v cloudu na připojení k internetu, protože všechny cloudové služby jsou přes něj poskytovány. V současnosti se tento problém stále více a více eliminuje zkvalitňováním služeb poskytovatelů internetu.
- Vlastnictví dat, vázanost na poskytovatele - přenesením dat do cloudu je jejich majitel vázán na poskytovatele, a to i v případě, že dojde k poruše. Mnozí poskytovatelé se před tímto chrání replikováním dat, přesto je zde stále určitá míra rizika. Data nemá majitel na svém serveru, pod svou úplnou kontrolou, ale na serveru někoho jiného a pod jeho kontrolou.